# موزه فرش شوشی
موزه فرش شوشی (ارمنی: Շուշիի գորգերի թանգարան؛ انگلیسی: Shushi Carpet Museum) در سال ۲۰۱۱ میلادی توسط وارطان آستساریان در شوشی، جمهوری آرتساخ بنیانگذاری شده‌است و در سال ۲۰۱۳ میلادی گشایش یافته‌است.

## نگارخانه

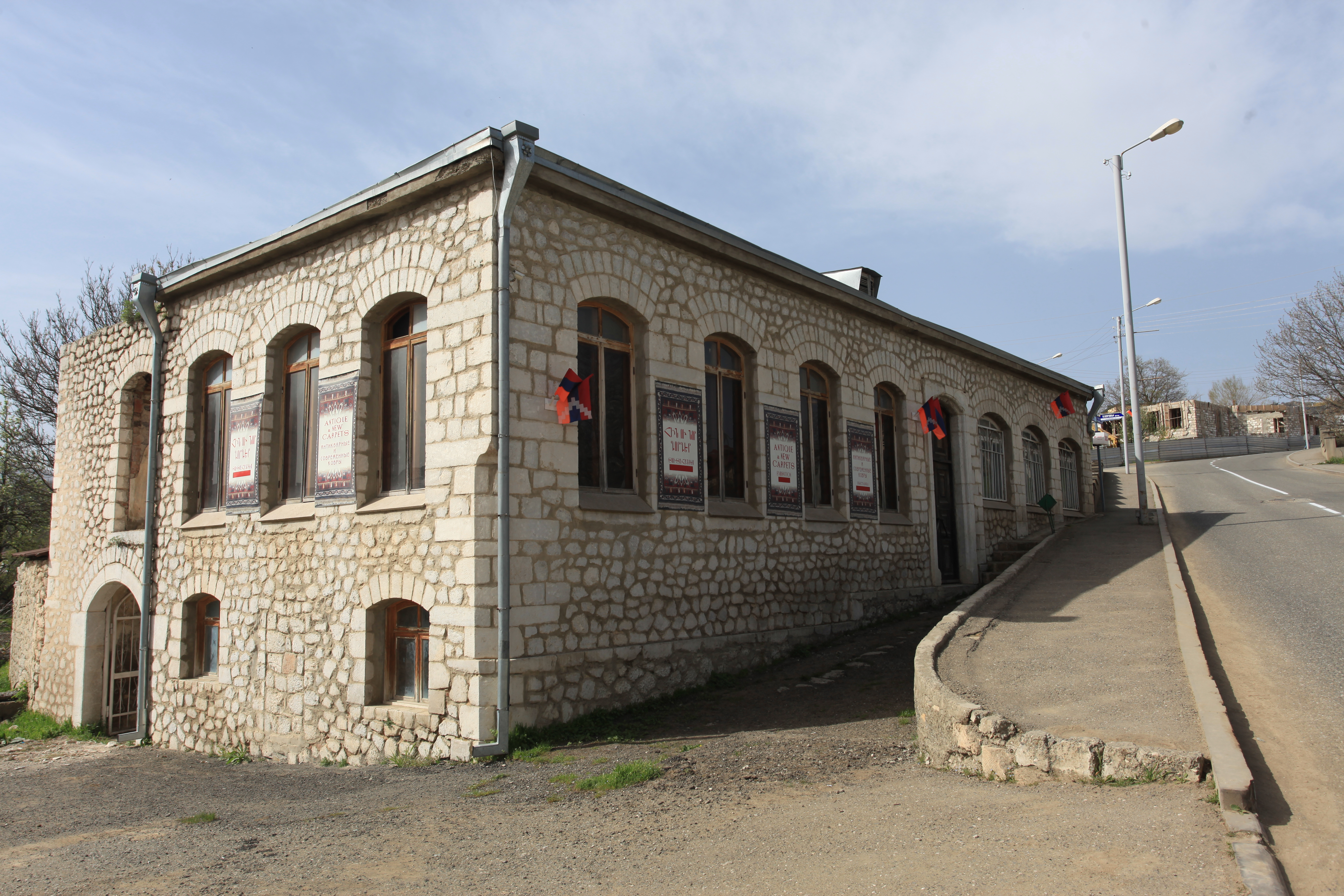
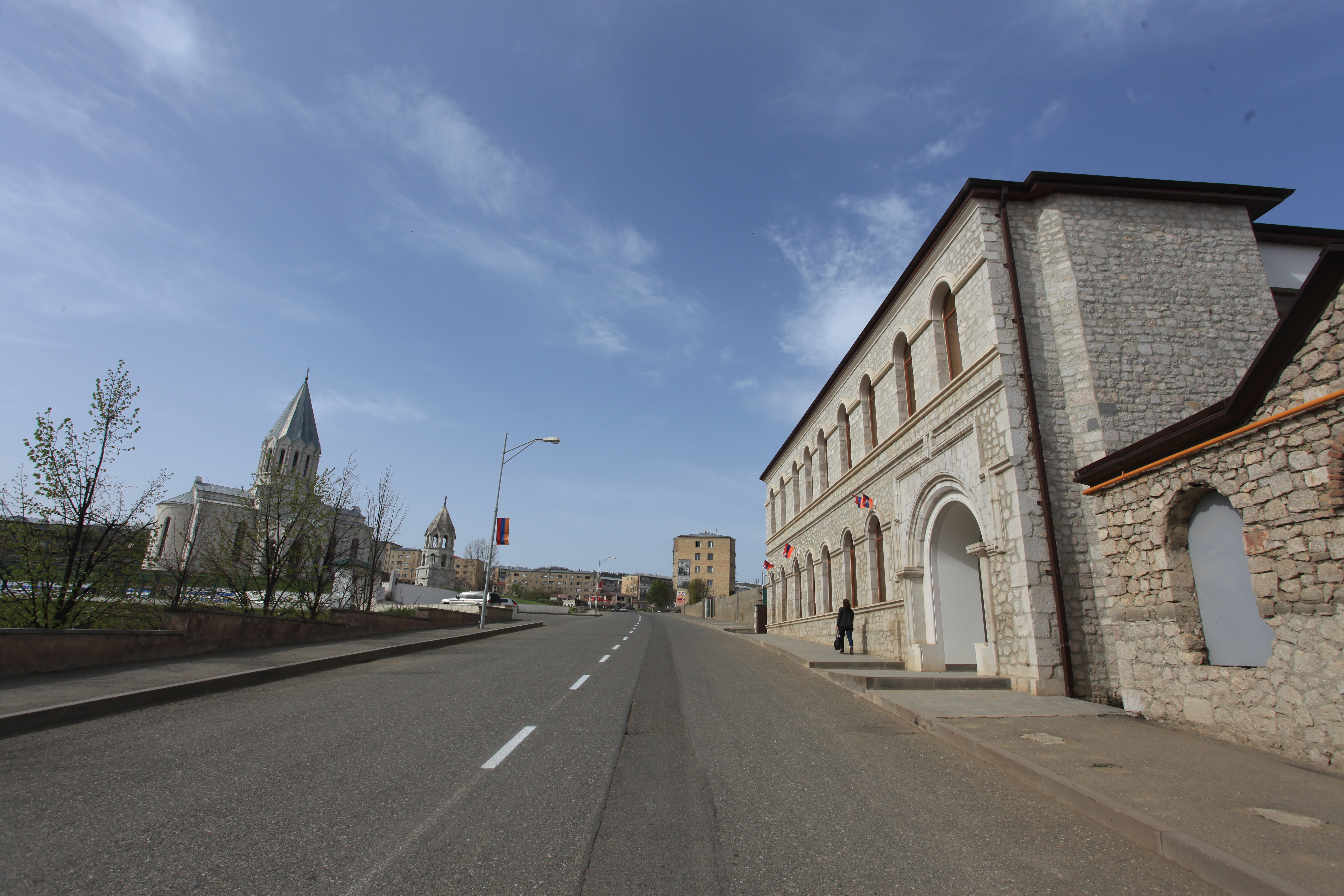
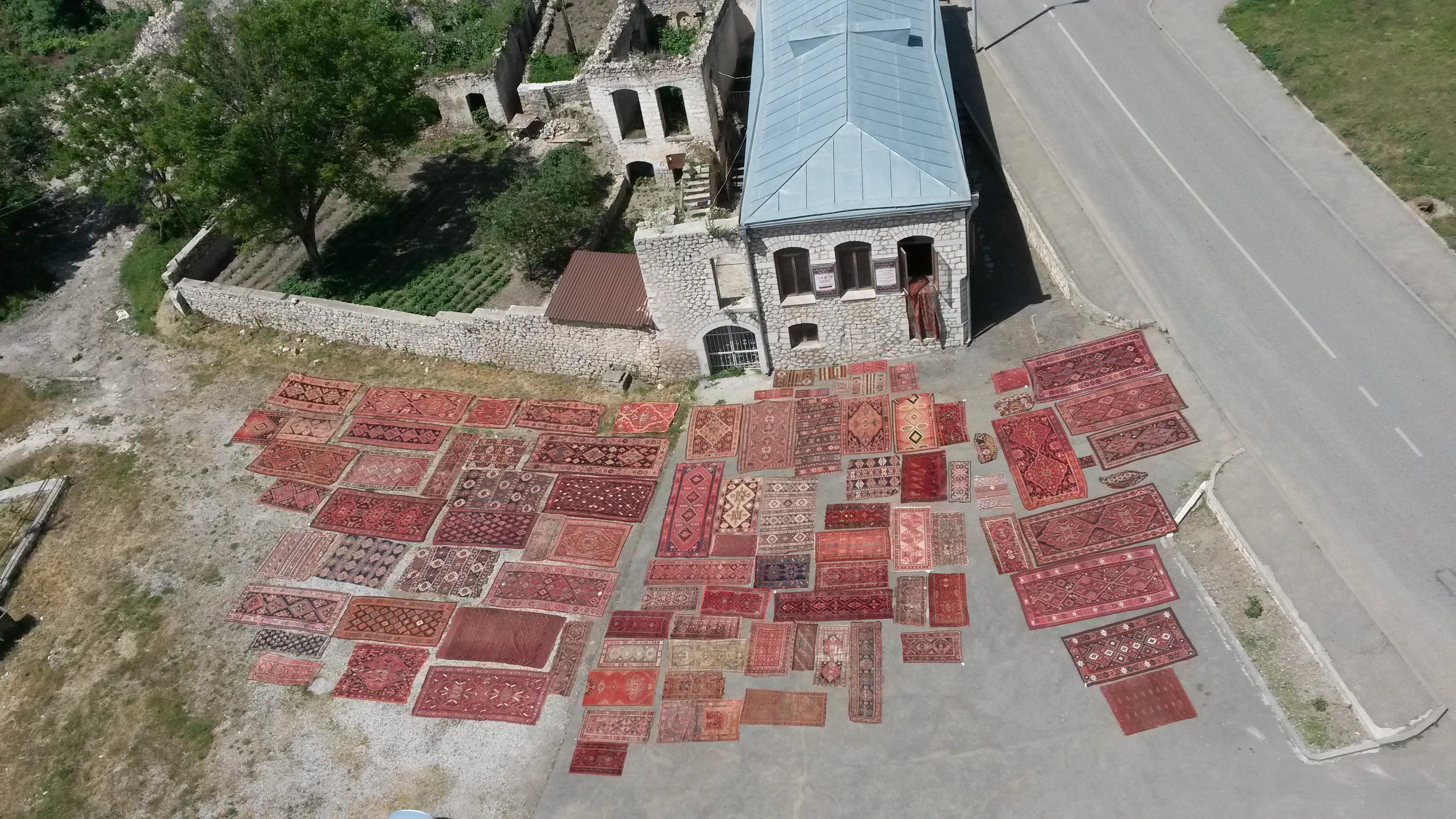
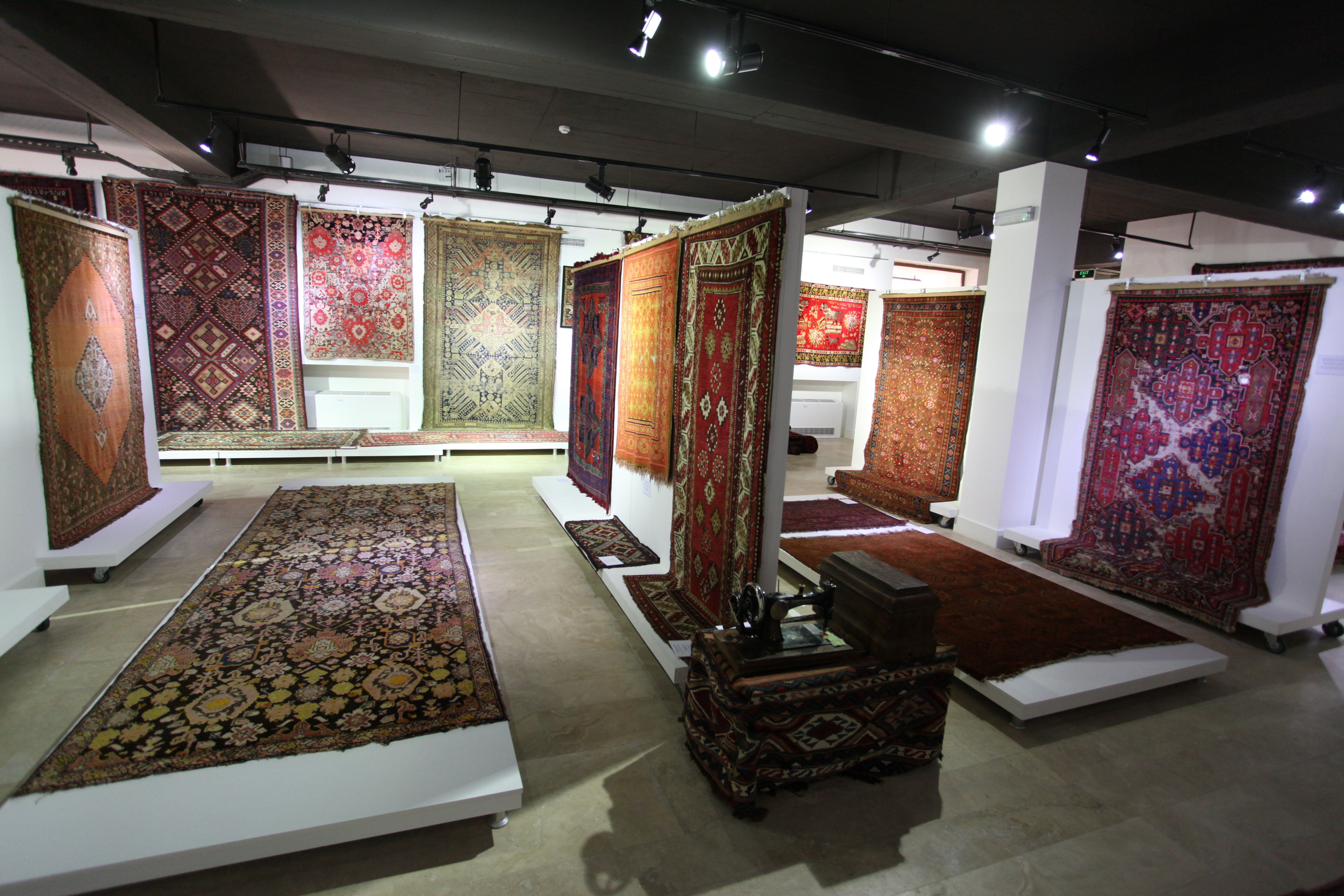
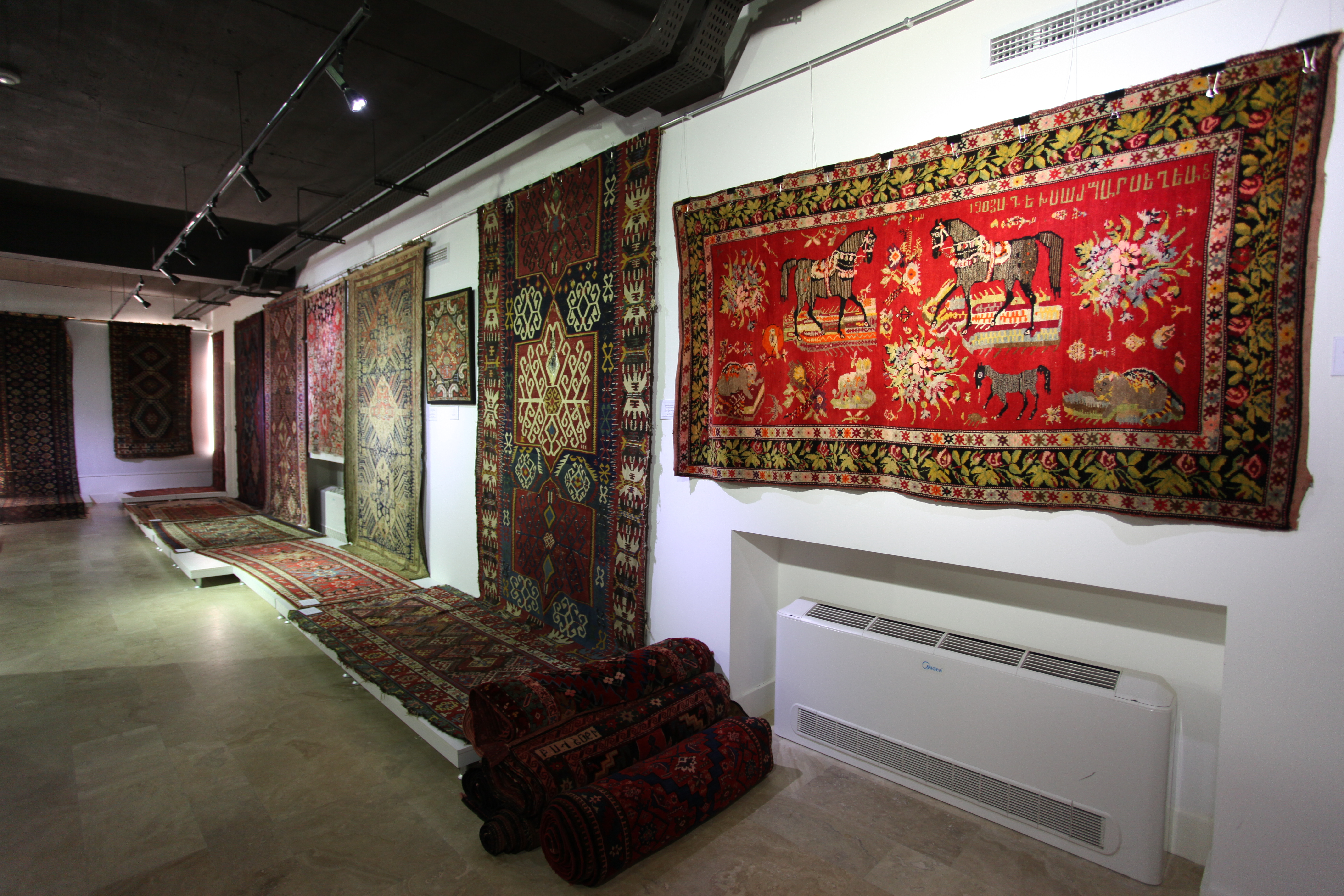
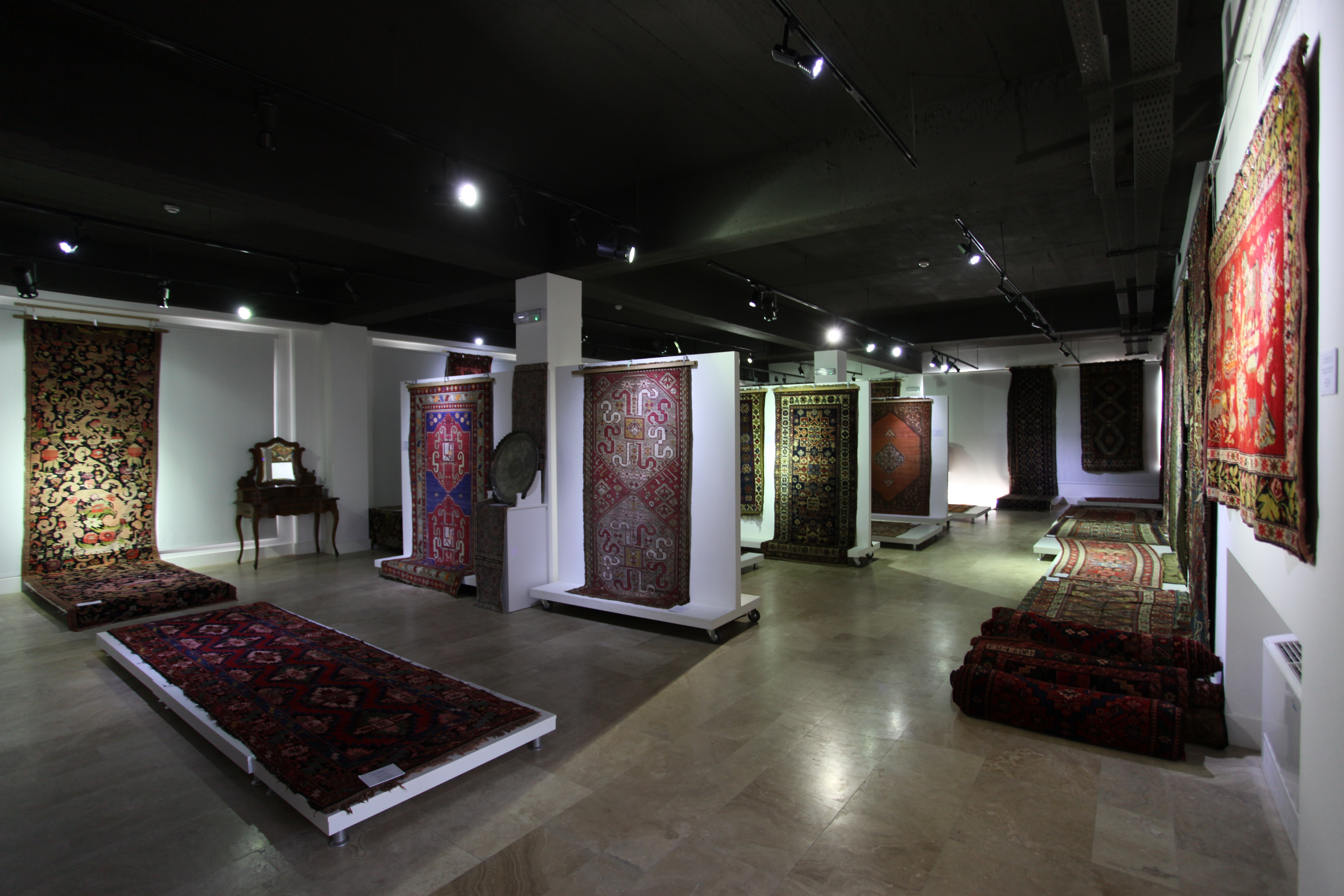
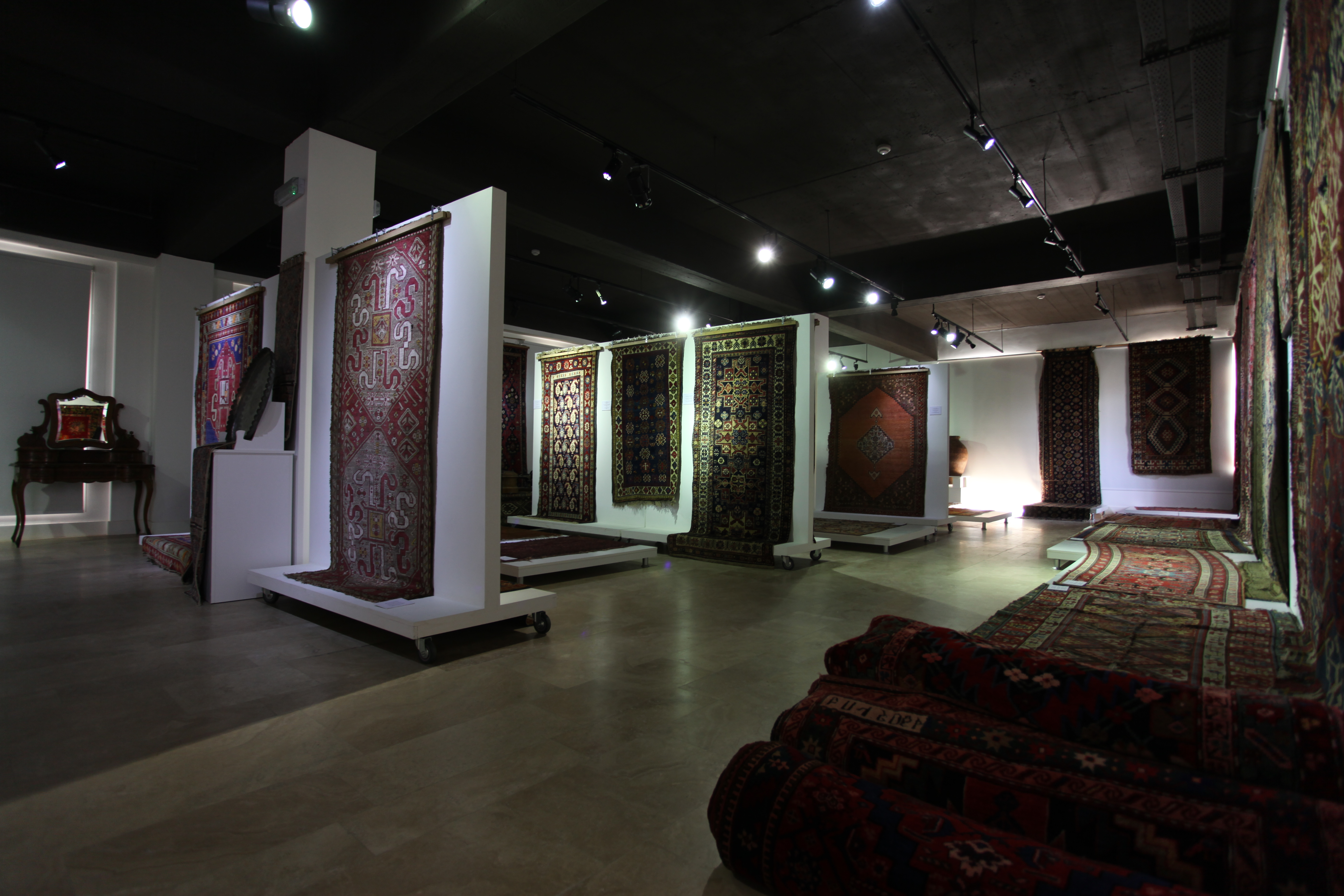
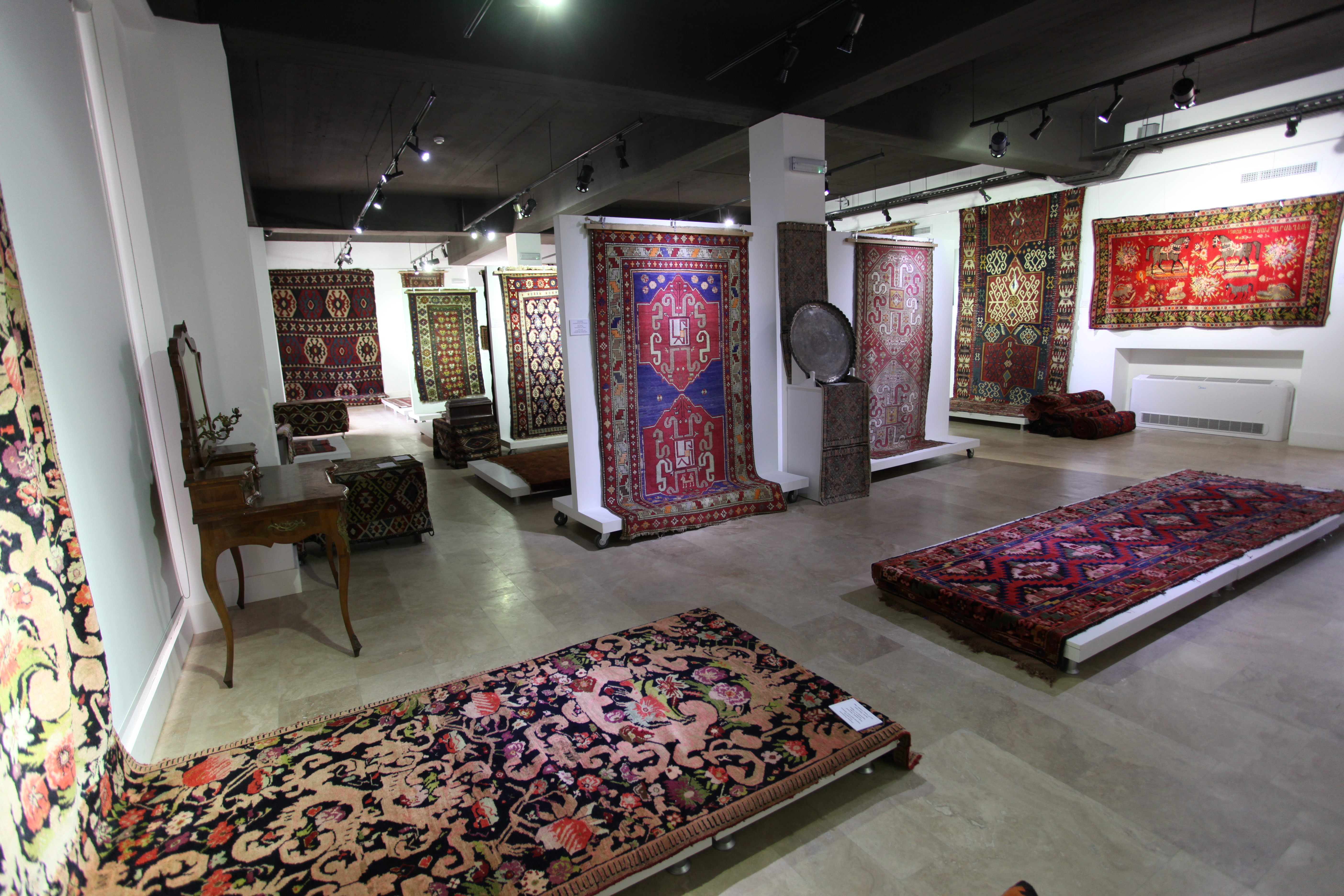
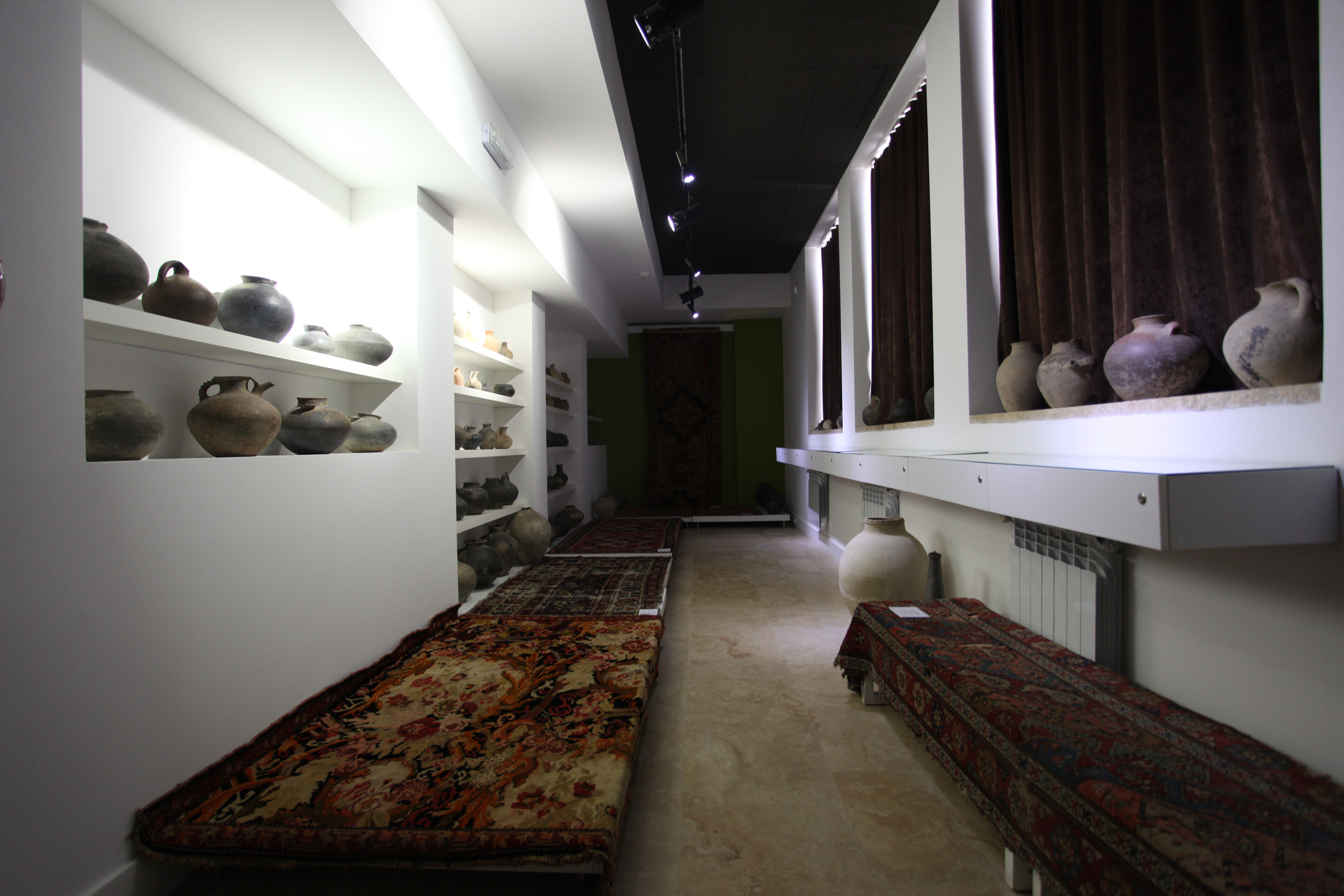
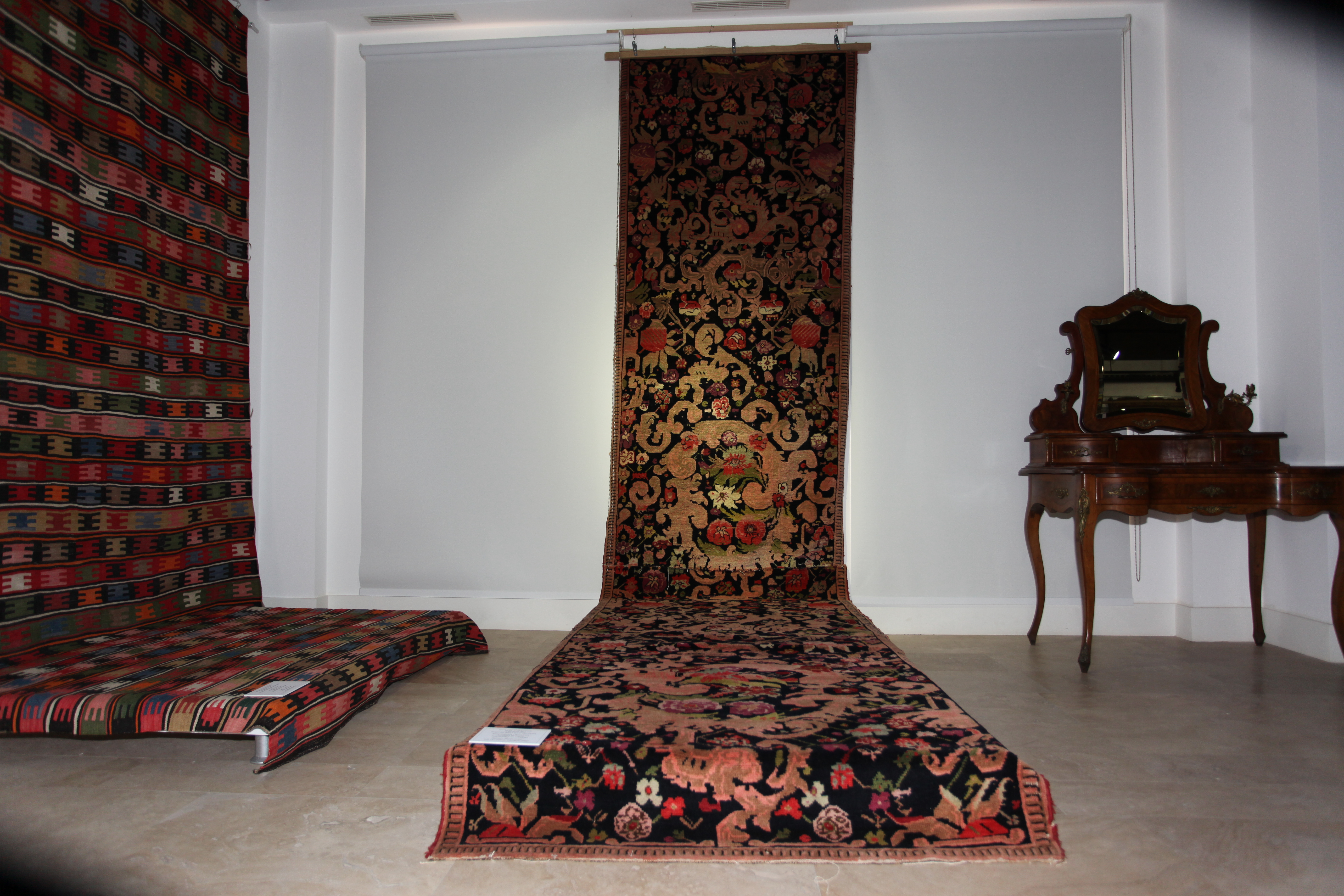
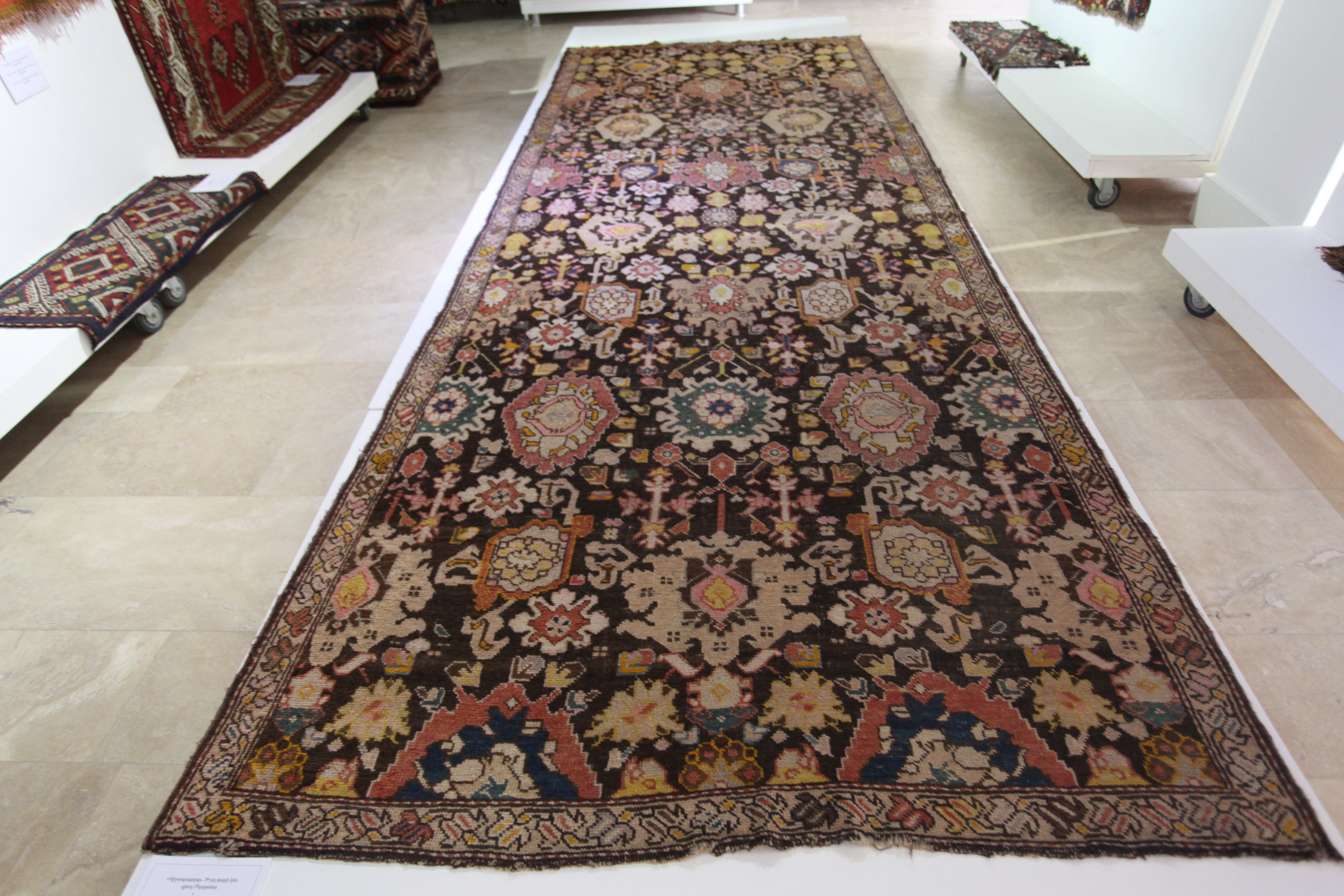